# 1484 Postrema
1484 Postrema este un asteroid din centura principală, descoperit pe 29 aprilie 1938, de Grigori Neuimin.